# Halimede (mjesec)
Halimede (također Neptun IX) je prirodni satelit planeta Neptun, iz grupe nepravilnih satelita, s oko 62 kilometra u promjeru i orbitalnim periodom od 1879.7 dana.